# Prigionieri di un incantesimo
Prigionieri di un incantesimo (Chicken, Chicken) è il cinquantatreesimo racconto della collana Piccoli brividi, dello scrittore statunitense R. L. Stine.

## Trama
Crystal Sanders è una socievole ragazzina di dodici anni che abita nel piccolo paesino campagnolo di Goshen Falls insieme ai genitori, al dispettoso fratello Cole (di dieci anni) e ad un allevamento di galline (che lei detesta). A Goshen Falls vive anche Vanessa, una donna inquietante, riservatissima e perennemente ammantata di nero che abita in una vecchia fattoria appena fuori dal paese e che tutti i bambini del posto credono essere una strega, malgrado non perdano mai l'occasione di giocarle dei brutti scherzi. Un giorno, infatti, Crystal trova Cole ed il migliore amico di quest'ultimo, Anthony, intenti a sfidare due loro coetanei, Franny Jowett e Jeremy Garth, ad una prova di coraggio che consiste nel riempire d'acqua la cassetta postale di Vanessa. L'impresa riesce e i due bambini riescono a nascondersi prima di essere notati dalla donna che invece scorge Crystal, Cole ed Anthony spiarla attraverso la siepe ed equivoca la situazione credendoli responsabili del dispetto. Crystal rimane profondamente intimorita dallo sguardo furibondo che Vanessa rivolge loro, soprattutto alla luce delle voci che corrono su di lei, e Cole ne approfitta per divertirsi a farle degli scherzi "spaventosi" e assai poco graditi.
Qualche giorno dopo, mentre si sta preparando la festa di compleanno della sua amica Lucy-Ann, Crystal si reca al minimarket per comprarle un regalo ma finisce casualmente coinvolta in una stupida zuffa tra Cole e Anthony finché tutti e tre finiscono letteralmente addosso proprio a Vanessa, facendole cadere le borse della spesa. Ancora una volta intimidita dalla donna, Crystal scappa insieme a Cole e a Anthony ma non prima di aver visto Vanessa puntare un indice verso di lei e verso suo fratello pronunciando le parole "gallina, gallina". I due fratelli non capiscono il senso di quella strana reazione finché a scuola, durante le prove del coro Cole (che dovrebbe cantare un assolo) inspiegabilmente comincia a chiocciare e a starnazzare. Crystal pensa dapprima che si tratti dell'ennesimo scherzo di cattivo gusto e lo rimprovera aspramente, nonostante il fratello le assicuri di non averlo fatto apposta.
Successivamente, mentre sta mangiando una fetta di torta al compleanno di Lucy-Ann, anche a Crystal succede qualcosa di strano e preoccupante: le sue labbra sono diventate dure e sporgenti come il becco di un uccello. Fuggita a casa di nascosto, in preda al panico, Crystal scopre che a Cole sono spuntate tante piume bianche e marroni sul collo e sulle spalle. A questo punto la situazione è ormai chiara: Vanessa ha davvero usato la stregoneria su di loro e li sta lentamente trasformando in due galline. Ricordando che Anthony era con loro quando sono stati maledetti, i due si recano a casa sua per sincerarsi delle sue condizioni ma qui scoprono con sorpresa che a lui non sta succedendo nulla. Tentano allora di confidarsi con i loro genitori ma questi non li ascoltano, impegnati come sono ad organizzare un barbecue a base di carne di pollo a cui hanno invitato una ventina di persone. Come se non bastasse Crystal e Cole cominciano anche a manifestare gli istinti tipici dei polli come chiocciare, razzolare ed inghiottire il becchime insieme alle altre galline davanti allo sguardo perplesso degli ospiti. Crystal fa una pessima figura anche a scuola comportandosi da gallina durante una partita di basket e passando per stupida agli occhi di tutti.
La sera stessa, ormai disperati, Crystal e Cole decidono che l'unica soluzione è recarsi da Vanessa, chiederle scusa e pregarla di spezzare l'incantesimo. Al loro arrivo la strega non è in casa ma, sbirciando nel suo salotto, trovano una pila di vecchi libri e intuiscono che fra questi vi sia anche quello contenente la formula magica che li ha trasformati e, di conseguenza, anche le istruzioni per annullarne l'effetto. Trovano un libro intitolato proprio "Gallina gallina" e lo portano via con loro credendolo quello giusto solo per poi scoprire che in realtà si tratta di un ricettario di pietanze a base di pollo. Tornano quindi una seconda volta a casa di Vanessa e si mettono a consultare i vecchi volumi finché Crystal non trova effettivamente quello in cui c'è scritta la formula magica ma, purtroppo, non dice nulla su come annullarla. Crystal compie allora lei stessa un tentativo di invertire l'incantesimo seguendo le istruzioni riportate dal libro al contrario, con il solo risultato che lei e Cole diventano enormi, alti fino al soffito. Al suo secondo tentativo, i due diventano fin troppo piccoli trasformandosi in due pulcini e finendo tra le grinfie del gatto nero di Vanessa. In quel momento sopraggiunge Vanessa, e la donna spiega loro di averli puniti con quell'incantesimo non soltanto per i dispetti ricevuti ma soprattutto perché quel giorno al minimarket sono scappati via senza nemmeno degnarsi di chiederle scusa (Anthony infatti si era scusato con lei prima di andarsene ed è per questo che non gli è successo nulla). Si scopre infatti che Vanessa ha dedicato la sua vita al galateo ed è molto rigorosa con i giovani in fatto di buona educazione. Il pulcino Crystal, come ultima speranza, raggiunge una macchina da scrivere e comincia a beccare sui tasti per comporre un messaggio di scuse per l'accaduto e addirittura la ringrazia per aver insegnato loro la buona educazione. Colpita positivamente da quelle parole gentili, Vanessa li perdona e restituisce ad entrambi il loro aspetto umano. Tutto sembra essere finito bene fino a quando Cole, dopo aver bevuto una bibita gassata offertagli da Vanessa, rutta molto sonoramente suscitando la conseguente risata della sorella, e la strega reagisce puntando di nuovo l'indice verso i due fratelli pronunciando le parole "maiale, maiale".

## Personaggi
- Crystal Sanders: la protagonista del racconto, è una ragazza dai capelli rosso fuoco che detesta le galline e i dispetti di suo fratello Cole. Senza volerlo, si ritrova immischiata in una brutta faccenda che riguarderà proprio gli animali da lei tanto detestati.
- Cole Sanders: il pestifero fratellino di Crystal, è lui che causa il pasticcio in cui sua sorella e lui si troveranno immischiati.
- Vanessa: una lugubre e oscura donna che vive a Goshen Falls. Da tutti ritenuta una strega, è lei che trasforma Cole e Crystal in galline per punirli, dopo che le hanno rovesciato la spesa. Si scopre essere molto rigorosa in fatto di galateo.
- Anthony: uno degli amici di Cole. Anche lui rovescia la spesa a Vanessa ma, a differenza di Cole e Crystal, si scusa con la donna prima di fuggire via.
- Lucy-Ann: la migliore amica di Crystal.
- Mr. Sanders: lo scettico padre di Crystal e Cole. Non si accorge minimamente della trasformazione dei figli in galline, come sua moglie. È un programmatore di computer.
- Ms. Sanders: la scettica madre di Crystal e Cole. Non si accorge minimamente della trasformazione dei figli in galline, come suo marito. È una programmatrice di computer.
- Tommy Pottridge: un ragazzino che viveva a Goshen Falls prima degli eventi accaduti nel libro che sarebbe stato colpito da un incantesimo da Vanessa, il quale gli avrebbe reso la testa come una spugna. Viene menzionato brevemente da Anthony nel capitolo uno, ma non vi è conferma che ciò sia realmente avvenuto a Pottridge.

## Edizioni
- R. L. Stine, Prigionieri di un incantesimo, traduzione di Cristina Scalabrini, collana Piccoli brividi, Arnoldo Mondadori Editore, 1999,  p. 137, ISBN 88-04-46499-2.